# Chijmes

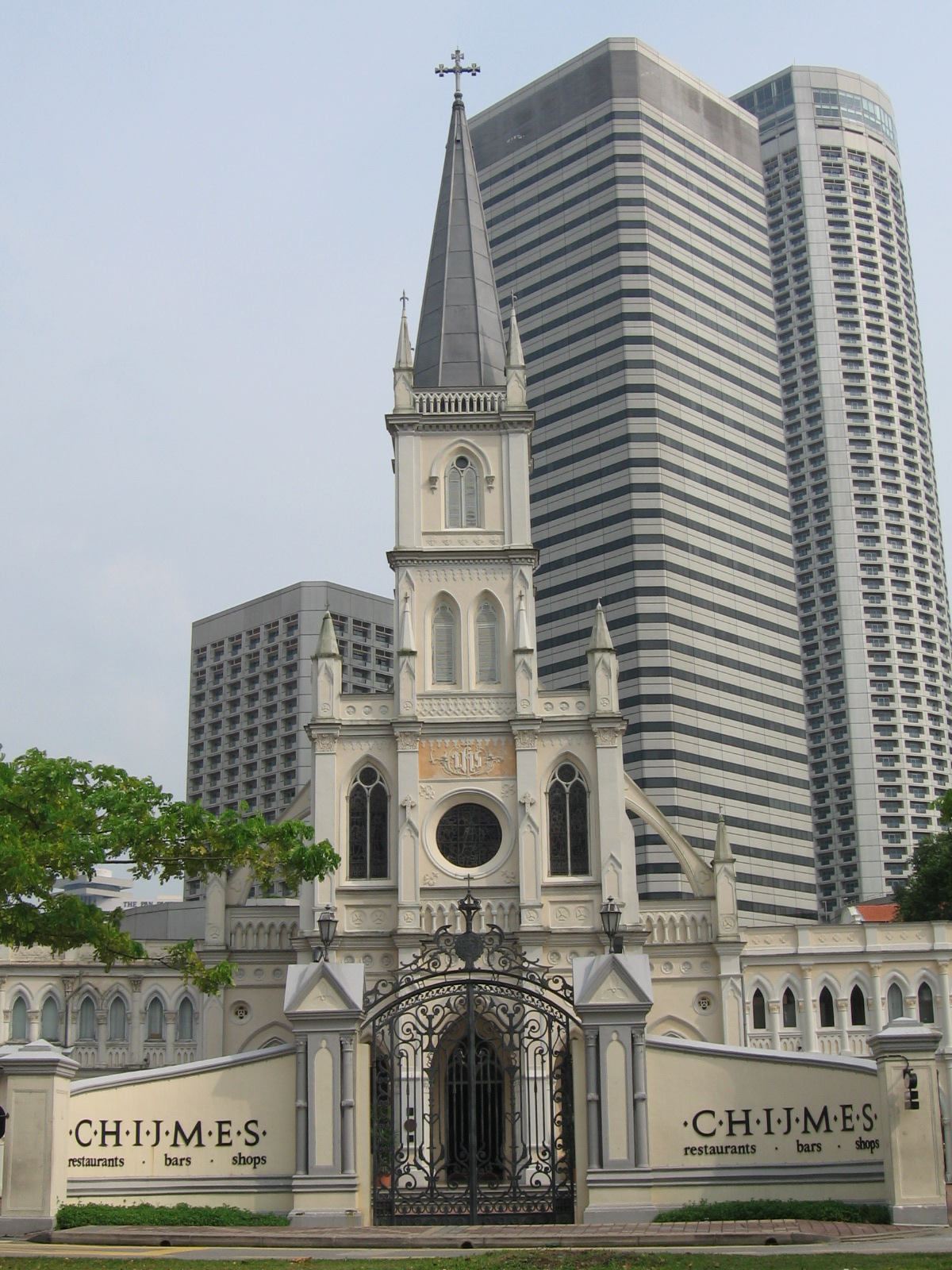
Der Eingang zum ehemaligen Kloster Chijmes mit der Klosterkapelle

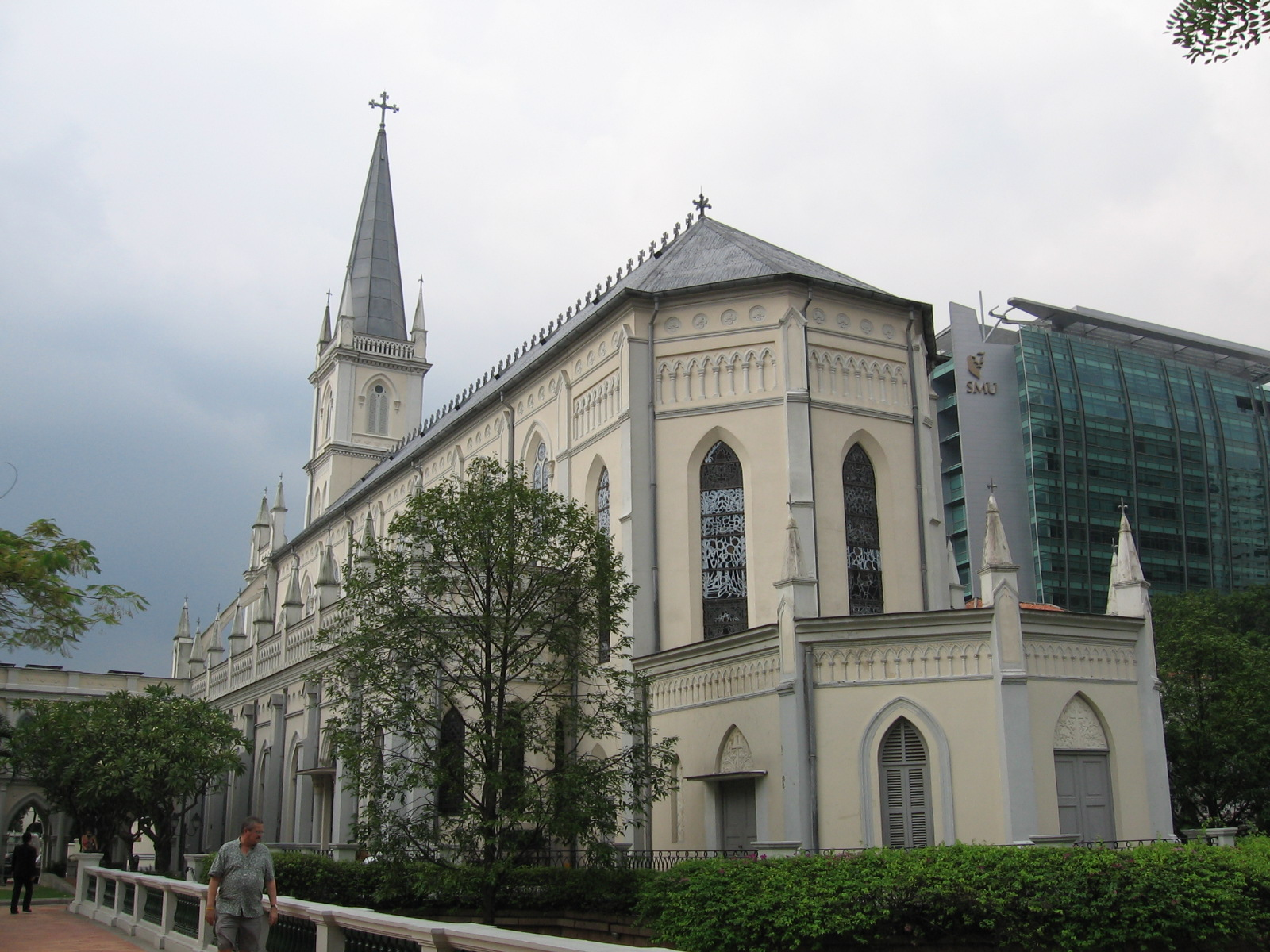
Die Kapelle Chijmes Hall, von Pater Charles Benedict Nain entworfen und 1904 fertiggestellt

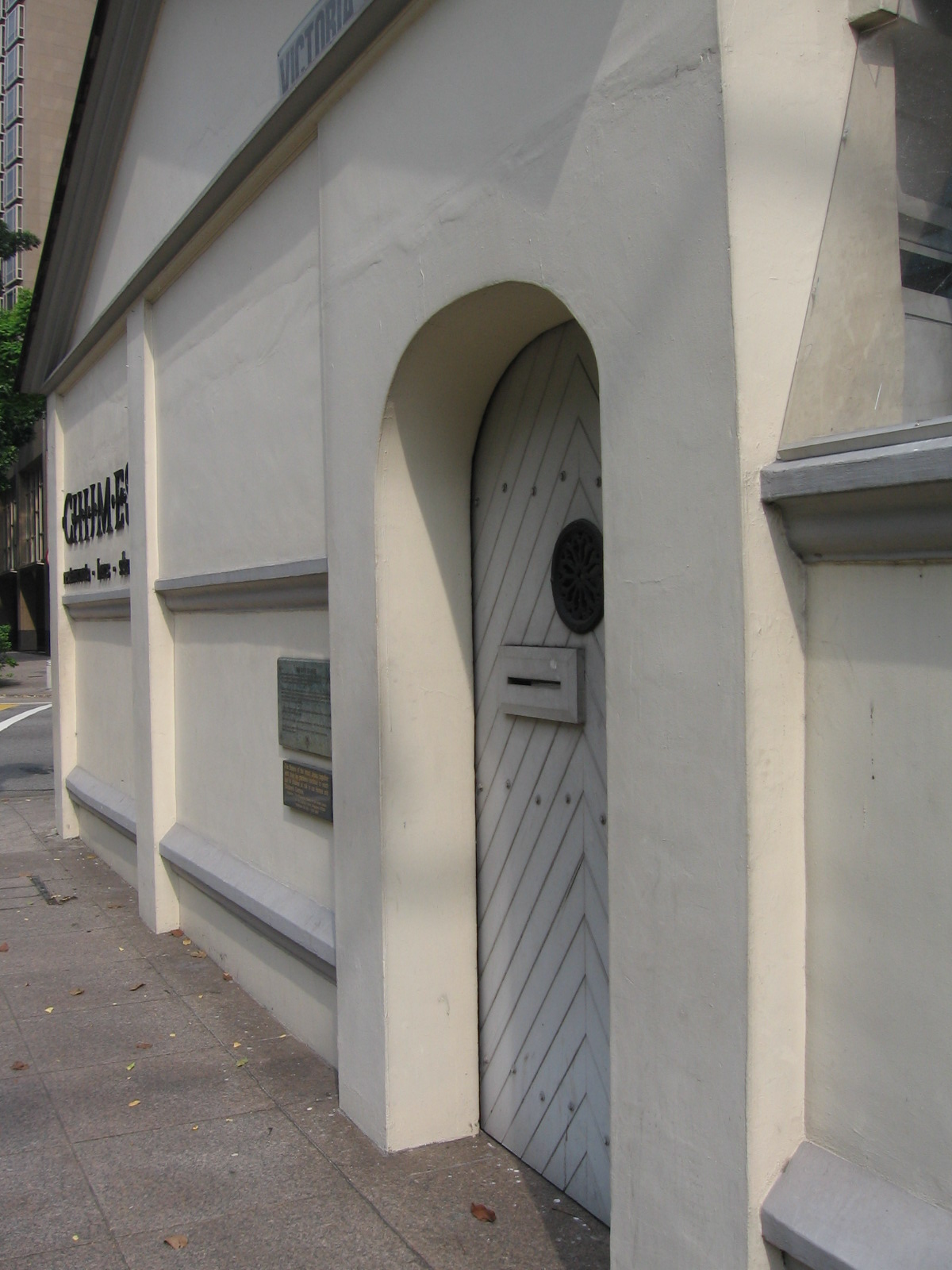
Das Gate of Hope des Klosters

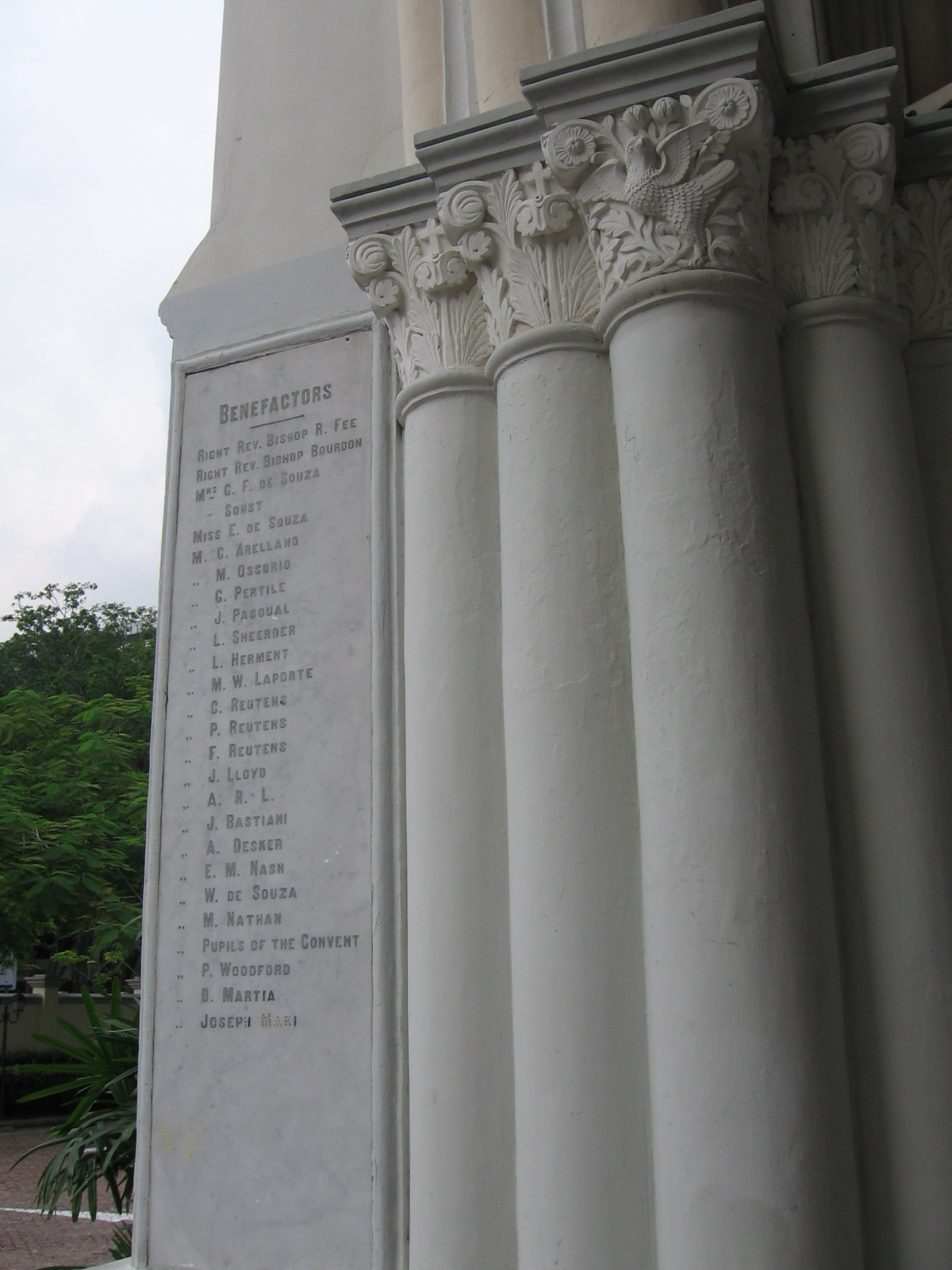
Feingearbeitete Blumen- und Vogelmotive auf den korinthischen Säulen der Kapelle

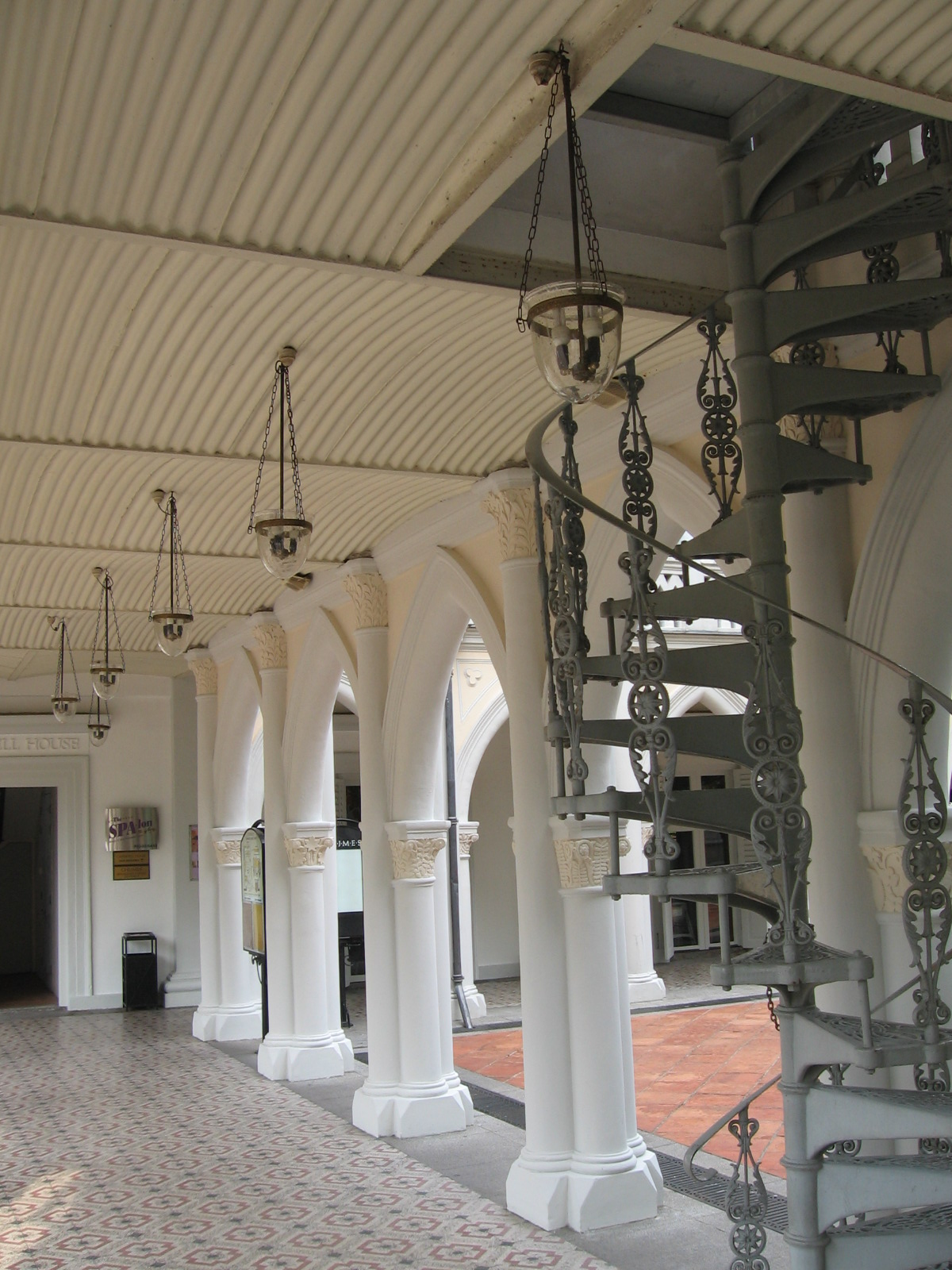
Einige der 648 Bögen des Wandelganges

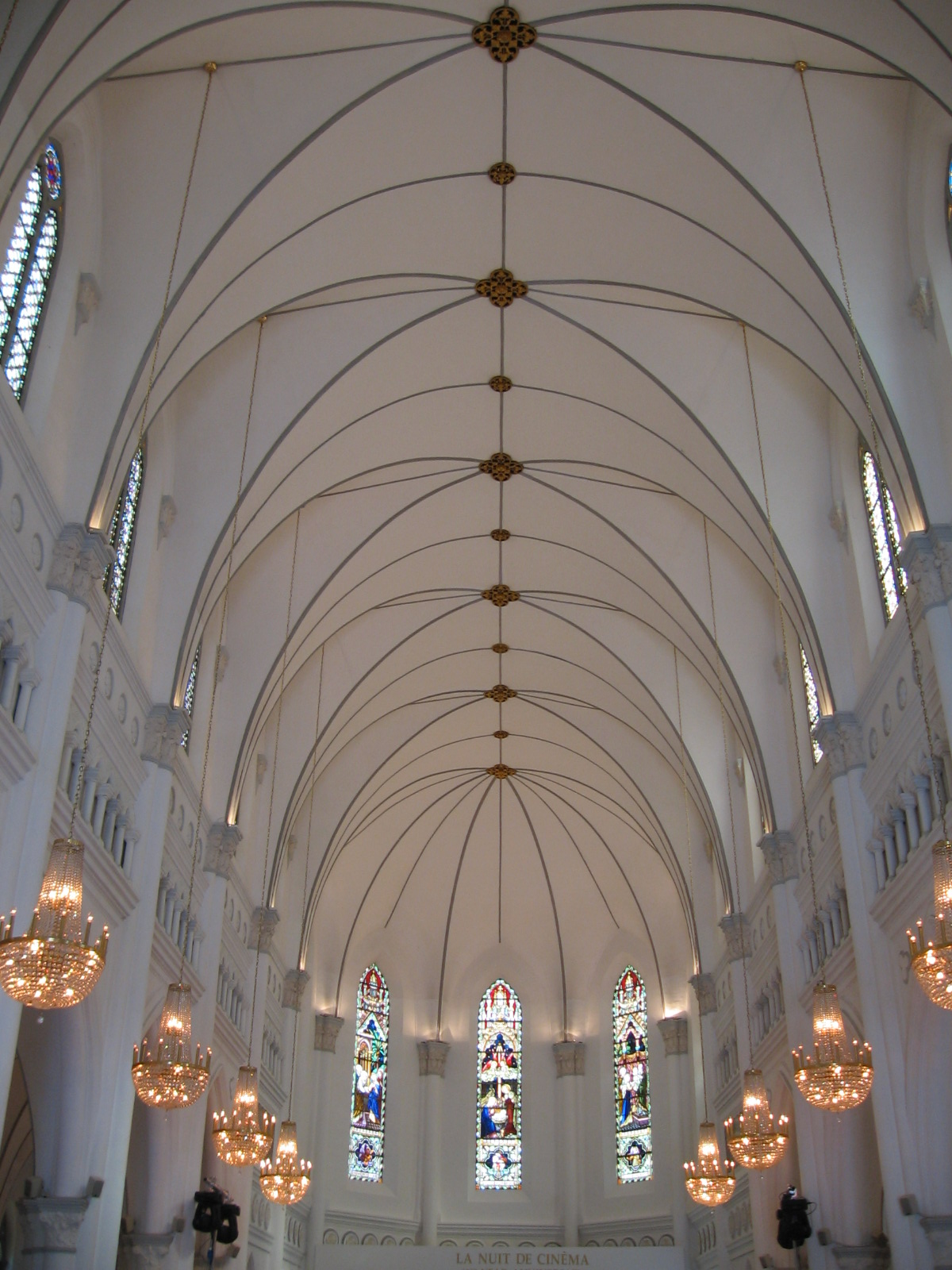
Das Innere der Kapelle mit Deckengewölbe und Kirchenfenster aus bemaltem Glas

Chijmes war ursprünglich eine Niederlassung der Sisters of the Infant Jesus, einer Ordensgemeinschaft in der römisch-katholischen Kirche in Singapur. Mittlerweile ist der historische Komplex profaniert und ein beliebter Treffpunkt mit einer Vielzahl von Restaurants und Bars und einer Atmosphäre ähnlich dem Covent Garden in London. Sowohl das Hauptgebäude des Klosters, Caldwell House, als auch die Klosterkapelle Chijmes Hall wurden zu Nationaldenkmälern erklärt.
Der Name des Komplexes ist das Akronym des Namens der von den Ordensschwestern getragenen Schule: Convent of the Holy Infant Jesus Middle Education School (CHIJMES), gesprochen Chijmes.

## Geschichte
Die Geschichte von Chijmes hat seine Ursprünge bei Nicolas Barré, einem französischen Priester, der 1621 in Amiens geboren wurde. In seiner Jugend wurde er von Jesuiten unterrichtet, trat in das Kloster von Minimes ein und wurde schließlich Professor der Theologie.
Um die Not der armen Bevölkerungsschicht in Frankreich zu lindern, beschloss er 1662, ihre Bildung zu verbessern. Mit einigen Frauen gründete er eine erste kostenlose Armenschule in Rouen. Als der Zulauf anstieg, wurden weitere Armenschulen eingerichtet. Der Erfolg seines Projektes weckte das Misstrauen der herkömmlichen Bildungsinstitutionen. Um deren Widerstand die Spitze abzubrechen, gründete Barré 1666 die Gemeinschaft der Sisters of the Infant Jesus, deren Schwestern an ordenseigenen Schulen wirken sollten. 1678 errichtete er das Noviziat der Kongregation. Am 24. Mai 1686 starb Nicolas Barré.
Die französische Revolution brachte große Veränderungen in den sozialen und politischen Verhältnissen Frankreichs. Dennoch wuchs die Kongregation beständig. Weniger als 25 Jahre nach Gründung boten 80 Schulen in ganz Frankreich freien Unterricht für Mittellose. Mit der päpstlichen Anerkennung der Kongregation vom Heiligen Kinde Jesus begann deren Expansion nach Amerika, England, Spanien, Malaysia, Japan und Thailand.
In Singapur wirkte in dem Zeitraum von 1839 bis 1869 Jean Marie Beurel, ein Priester aus St. Brieuc in der Bretagne, in der Mission. 1849 empfahl er dem damaligen Gouverneur Butterworth die Gründung eines Klosters neben der gerade fertiggestellten Kirche vom heiligen Josef in der Victoria Street. Der Gouverneur lehnte ab, ebenso sein Nachfolger Blundell im Jahre 1852.
Jean Marie Beurel gab jedoch nicht auf: Am 18. August 1852 erwarb er aus eigenen Mitteln für 4.000 $ ein Haus an der Ecke von Victoria Street und Bras Basah Road. Das Haus war 1840–1841 von dem damals bekannten Architekten George Drumgoole Coleman für Mrs. Caldwell gebaut worden. Parallel dazu schrieb er an den Vorsteher der Schwestern in Frankreich und bat um die Entsendung von Ordensschwestern für die Leitung des Klosters.
Die erste Entsendung von fünf Nonnen 1851 war ein Misserfolg: Die Oberin starb auf See, eine Nonne bekam eine Hirnhautentzündung, eine weitere verließ den Orden nach Ankunft in Singapur. Nur zwei Nonnen verblieben, so dass eine erneute Unterstützung aus Frankreich notwendig wurde.
Am 5. Februar 1854 erreichten vier weitere Nonnen aus Frankreich nach ihrer 6-monatigen Reise Singapur und etablierten dort ihren Orden. Ihre Anführerin, Oberin Mathilde Raclot, sollte eine der einflussreichsten Persönlichkeiten in der frühen Geschichte der Gemeinde in Singapur werden.
Die Nonnen bezogen Quartier im Caldwell House. Dort erwarteten sie spartanische Verhältnisse: Ein Bett, zwei Matratzen, zwei Sessel und zwei Stühle waren alles, was die vier vorfanden. Bereits zehn Tage nach ihrer Ankunft zogen die ersten 14 Schüler in das Kloster ein. Zwei Klassen wurden eingerichtet, eine für zahlende Schüler und eine für Arme und Waise. Auch ein Waisenhaus wurde eröffnet. Daneben diente das Kloster als sicherer Zufluchtsort für verfolgte Frauen.
Zu dieser Zeit lebten weniger als 200 Europäer in Singapur, die wenigsten davon waren katholisch. Der Aufbau des Klosters ging daher anfangs nur sehr langsam voran. Als jedoch die Zahl der Schüler anstieg und die Klosterschule besser bekannt wurde, wurde eine weitere Entsendung von Ordensschwestern aus Frankreich notwendig. 1894 wurden bereits 197 Schüler im Kloster unterrichtet, 10 Jahre später waren es 300. Eine weiterführende Schule wurde 1905 eingerichtet. Die im Jahre 1933 gegründete Saint Nicholas Girls’ School wurde 1949 in das Kloster verlegt. 1985 wechselte die Schule erneut ihren Standort und zog nach Ang Mo Ko.
Die erste Kapelle des Ordens wurde um 1850 errichtet, war aber bald so baufällig, dass ein Neubau nötig wurde. Pater Beurel übergab dazu 1860 vier Grundstücke zwischen der Victoria Street und North Bridge Road, die er 1840 der in Geldnot geratenen Raffles Institution abgekauft hatte, dem Orden. Damit wurden die äußeren Dimensionen des Klosters – so wie es sich heute präsentiert – geschaffen.
Der Bau der neuen Kapelle im neogotischen Stil wurde 1901 begonnen und 1904 vollendet. Als Architekt wurde Pater Charles Benedict Nain gewonnen, der auch den Ausbau der Saint Joseph Institution leitete. Die zahlreichen architektonischen Details in der Kapelle sind auf sein Wirken zurückzuführen. Die zweigeschossigen Galerien auf beiden Seiten der Kapelle wurden um 1913 angebaut.
Das Tagesgeschehen im Kloster wurde von dem Orden sorgfältigst in Tagebüchern dokumentiert. Insgesamt sieben Bücher mit dem Titel Annales de Singapour beschreiben in französischer Sprache den Zeitraum von 1851 bis 1971. Demnach war das Leben im Kloster alles andere als ruhig. Die Schwestern hatten die Messen zu organisieren und zu besuchen, in der Schule zu unterrichten, die Klostergebäude instand zu halten sowie Gelder für die Aktivitäten des Klosters zu sammeln.
Im Jahre 1983 verlegte der Orden seine Aktivitäten. Die letzte Messe in der Kapelle wurde am 3. November 1983 gehalten. Anschließend wurde das Kloster geschlossen und in den folgenden 5 Jahren für 100 Millionen Singapur-Dollar aufwendig restauriert und in ein Veranstaltungs- und Vergnügungszentrum umgebaut. 2002 wurde das Projekt von der UNESCO mit dem Asia Pacific Heritage Award for Cultural Heritage Conservation ausgezeichnet. Sowohl die Kapelle Chijmes Hall als auch das ursprüngliche Klostergebäude Caldwell House wurden am 26. Oktober 1990 von der Regierung Singapurs zu Nationaldenkmälern deklariert.
Die Klosteranlage mit ihren gepflasterten Wegen, Innenhöfen und kleinen Gärten stellt trotz der nun in ihren Gemäuern eingezogenen Restaurants und Bars ein Ort der Ruhe innerhalb der schnelllebigen Stadt Singapur dar. Neben kulinarischen Attraktionen werden auch Kunst- und Handwerkserzeugnisse angeboten, in Caldwell Hall ist eine Kunstgalerie eingezogen. Der gesamte Komplex wird als malerische Kulisse für Musicals, Theateraufführungen, Konzerte, Modenschauen etc. gerne genutzt. Die historische Kapelle ist ein Ort für Hochzeiten.